# Sydlig husmygga
Sydlig husmygga (Culex pipiens) är en av de vanligaste arterna i familjen stickmyggor i Sverige. Myggan finns i två så kallade "bioformer", Culex pipiens pipiens och Culex pipiens molestus. Den senare underarten kallas ibland för tunnelbanemygga.